# L’Anse aux Meadows
L’Anse aux Meadows (a francia L’Anse-aux-Méduses-ből, medúzák öble) kanadai település Új-Fundland legészakibb csücskében, ahol a norvég kutató, Helge Ingstad és archeológus felesége, Anne Stine Ingstad egy viking falu maradványait fedezték fel 1960-ban.

## A település

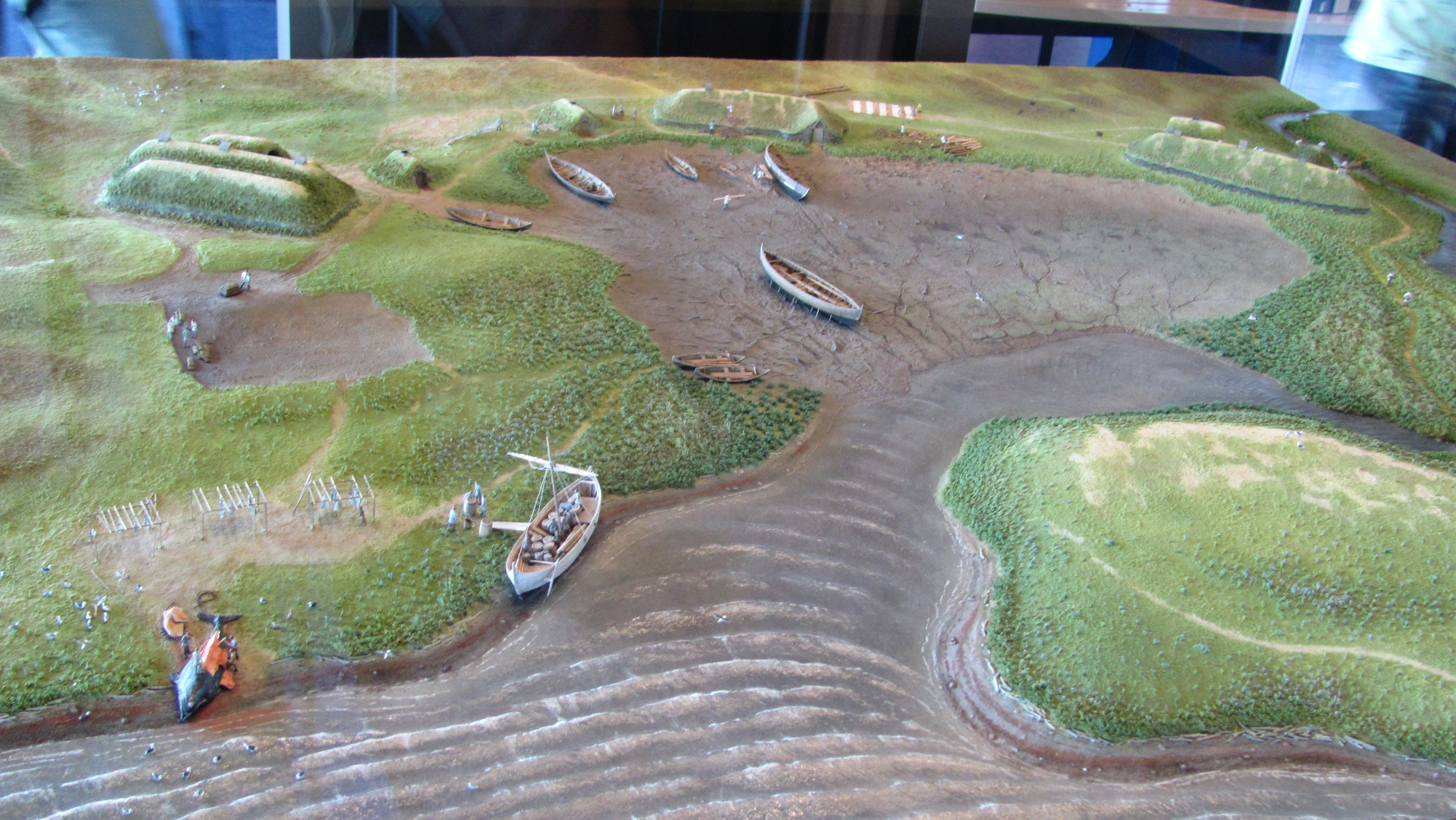
A település makettje az ásatásoknál

Észak-Amerikában Grönlandon kívül ez az egyetlen hiteles viking település, ahol a több évig tartó ásatások során a korát igazoló lakóhelyeket, eszközöket és felszerelést találtak. A település házai, amelyeket Kolumbusz Kristóf megjelenése előtt ötszáz évvel építettek, a legkorábbi európai származású építészeti szerkezetek Észak-Amerikában. Sok kutató úgy gondolja, hogy ez a legendás 'Vinland', amelyet a felfedező Leif Eriksson alapított 1000 körül.
L’Anse aux Meadows települése legalább nyolc épületből állt, közöttük volt egy kovácsműhely és egy kohó, továbbá egy fűrészüzem, amely egy hajókészítő műhely számára termelt. A legnagyobb ház mérete 28,8*15,6 m, és számos szobából állt. A helyszínen talált varráshoz és kötéshez használt eszközök arra mutatnak, hogy L’Anse aux Meadows-ban nők is éltek.

## Története

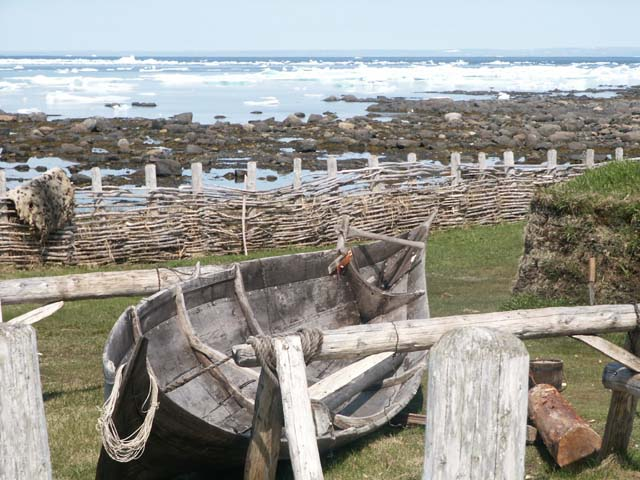
Csónakok L’Anse-aux-Meadows partjain

Az éghajlat Új-Fundlandon abban az időben jelentősen melegebb volt mint napjainkban. A sagák történetei szerint Leif elindult Grönlandról megkeresni azt a földet, amiről Bjarni Herjólfsson mesélt neki. Talált egy helyet, amely szőlőkben, lazacban gazdag, a tél fagymentes, és fűrészáruval megrakodva tért vissza a fában szegény Grönlandra. L’Anse aux Meadows-t többféleképpen azonosították: (a) ez lehetett az első tábor, (b) a tábort az ellenséges őslakók menekülése után építették, vagy (c) egy olyan tábor, amit nem említettek a sagában.
A saga leír egy letelepedési kísérletet 150 emberrel (ebből tizenöt nővel), amit Thorfinn Karlsefni vezetett, s Leif táborát használta bázisként, talán épp L’Anse aux Meadows-t. A csapat tagjai között volt Leif féltestvére, Freydís Eiríksdóttir is. Amíg teljes bizonyossággal nem bizonyítható, hogy L’Anse aux Meadows valóban a sagák Vinlandja, addig egy csoportnyi viking gyarmatosító ittléte i. sz. 1000 körül bizonyos.

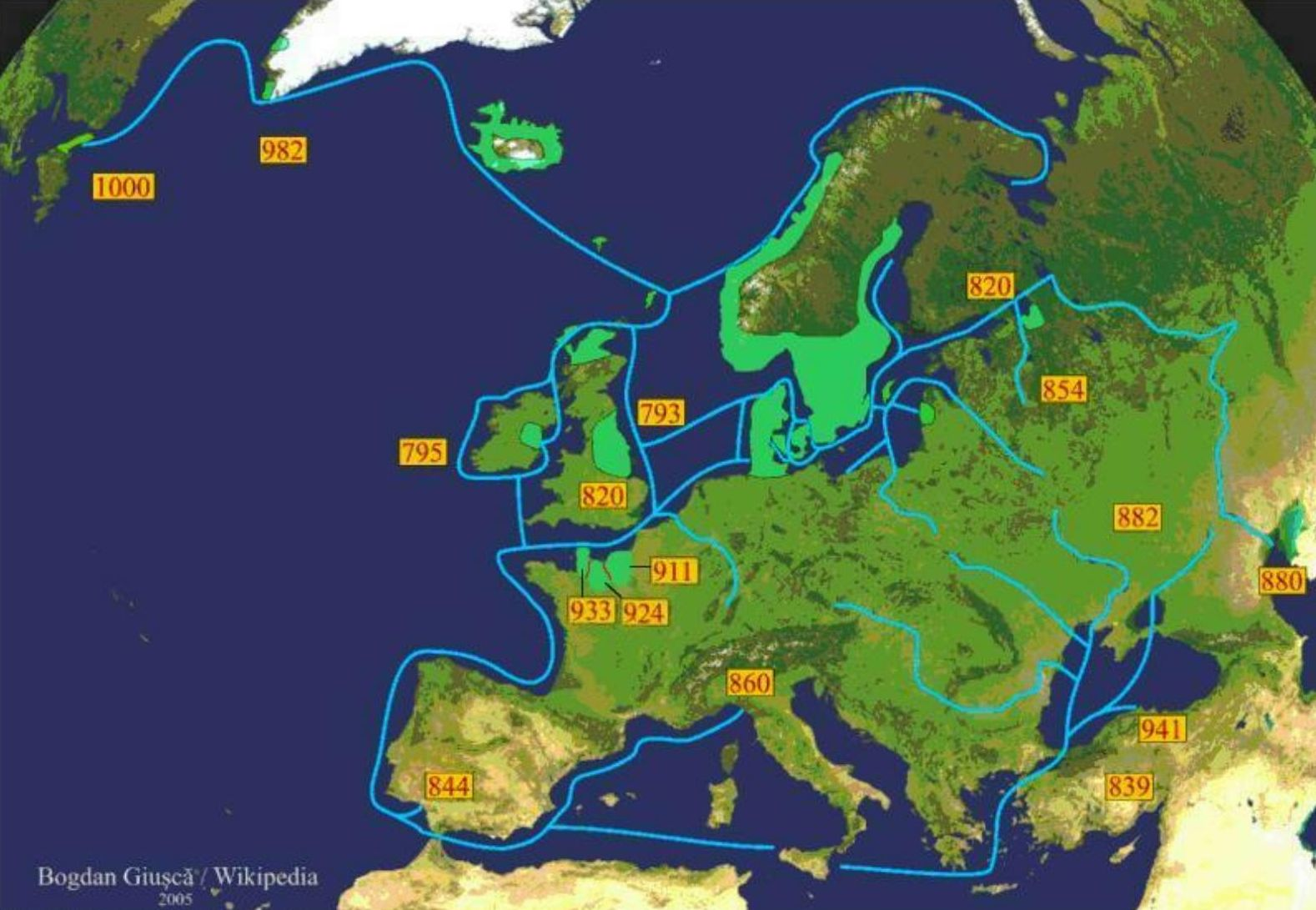
A viking terjeszkedés útvonalai

L’Anse aux Meadows lehetett a grönlandi kolóniáról a Szent Lőrinc-öböl déli részén lévő másik településre vezető út egyik állomása, vagy áttelelő állomásként szolgálhatott a Grönlandról érkező északi felfedezők számára. A települést mindössze két vagy három éven keresztül használták. Mind az irodalmi, mind a régészeti bizonyítékok arra mutatnak, hogy a vikingek az őslakókkal rossz kapcsolatba kerültek, s ez vezetett a L’Anse aux Meadows elnéptelenedéséhez. A település elhagyásának oka lehetett a nők miatt kitört konfliktus vagy a váratlan időjárás.
A sagák elmesélik, hogy a jó kapcsolatok kialakítása érdekében a vikingek lakomára hívták az indián törzs előkelőit, amelyen többek között tejet is felszolgáltak. Az indiánok azonban tejcukor-érzékenyek voltak, a lakoma után rosszul érezték magukat, és arra gyanakodtak, hogy az idegenek megmérgezték őket, így a kapcsolatfelvétel nem igazán sikerült.
L’Anse aux Meadows lehet az algonkin indiánok legendáiban szereplő Saguenay Királyság, amelynek lakói szőkék, öltözékükre jellemző a prém és a fémek használata, de ez csak feltételezés.

## Fordítás
- Ez a szócikk részben vagy egészben  a   L'Anse aux Meadows című a Wikipédia-szócikk ezen változatának fordításán alapul.  Az eredeti cikk szerkesztőit annak laptörténete sorolja fel. Ez a jelzés csupán a megfogalmazás eredetét és a szerzői jogokat jelzi, nem szolgál a cikkben szereplő információk forrásmegjelöléseként.

## Külső hivatkozások
- A világörökségi helyszín az UNESCO honlapján
- Kanada parkjai Archiválva 2008. december 16-i dátummal a Wayback Machine-ben
- Severed Ways, The Norse Discovery of America – a film honlapja Archiválva 2016. január 31-i dátummal a Wayback Machine-ben
- L’Anse aux Meadows – rádiókarbonos vizsgálatok
- thecanadianencyclopedia.com Archiválva 2009. szeptember 5-i dátummal a Wayback Machine-ben.